# Войлоков, Иван Гаврилович
Иван Гаврилович Войлоков (1916, Кличено, Тульская губерния — 13 января 1943, Урывский сельсовет, Воронежская область) — участник Великой Отечественной войны, командир отделения 81-го гвардейского стрелкового полка, 25-й гвардейской стрелковой дивизии, 40-й армии Воронежского фронта, гвардии сержант. Закрыл своим телом амбразуру пулемёта.

## Биография
Иван Войлоков родился в 1916 году (данные на памятнике в Кличено, открытом в 2019 году) или в 1917 году (данные «Именного списка безвозвратных потерь» и наградных документов 1942 года) в селе Кличено Березовской волости Ефремовского уезда Тульской губернии, ныне село входит в Лесно-Локотецкий сельсовет Становлянского района Липецкой области. Русский.
В 1933 году вместе с семьёй переехал в посёлок Вербилки Талдомского района Московской области. Работал на Дмитровском фарфоровом заводе.
Призван в Рабоче-крестьянскую Красную Армию Талдомским РВК 17 июля 1941 года, служил в составе 307-й стрелковой дивизии. Являясь курсантом отдельного учебного батальона 307-й стрелковой дивизии, участвовал в тяжёлых оборонительных боях конца июня — начала июля 1942 года в Ливенском районе близ села Введенское, деревень Редькино, Росстани. Будучи вооружённым ручным пулемётом, уничтожил снайперов и до 15 солдат и офицеров противника. Был представлен к ордену Красной Звезды, но приказом командующего 13-й армии № 38/н от 12 августа 1942 года был награждён медалью «За отвагу».
На фронте стал членом ВЛКСМ.
На январь 1943 года имел звание гвардии сержанта, был командиром отделения пулемётной роты 81-го гвардейского стрелкового полка 25-й гвардейской стрелковой дивизии. Позиции 81-го гвардейского стрелкового полка находились западнее села Селявное Селявинского сельсовета Давыдовского района Воронежской области (20 ноября 1962 год, при вхождении Давыдовского района в состав Лискинского, село Селявное переименовано в Селявное 2-е, что бы отличать от Селявного, близ Лисок); ныне снова называется село Селявное, входит в состав Старохворостанского сельского поселения Лискинского района Воронежской области.
В начале января 1943 года 25-я гвардейская стрелковая дивизия начала готовить наступление со Сторожевского плацдарма, созданного в августе 1942 года. В 11:00 12 января 1943 года советская артиллерия (в том числе два дивизиона 122-мм гаубиц М-30) открыла огонь по сильно укреплённому району обороны противника в Ореховой роще, расположенной между сёлами Селявное и Урыв-Покровка Урывского сельсовета Коротоякского района Воронежской области, ныне село — административный центр Урывского сельского поселения Острогожского района Воронежской области. Там были части венгерского 4-го пехотного полка и германского 429-го пехотного полка. В 12:00 81-й гвардейский стрелковый полк при поддержке взвода танков КВ атаковал Ореховую рощу, а артиллерия перенесла огонь в глубину вражеской обороны. К вечеру 81-й гвардейский стрелковый полк вышел на западную опушку Ореховой рощи.
13 января 1943 года началась Острогожско-Россошанская операция. С утра из Ореховой рощи перешла в наступление 25-я гвардейская стрелковая дивизия при поддержке 116-й танковой бригады. Противник оказывал упорное сопротивление, все западные и юго-западные скаты высоты 185,6 (расположена севернее Ореховой рощи) были изрыты траншеями, а перед ними установлена проволока и мины. Далее, за глубоким оврагом пред хутором Довгалевка (Ново-Успенка) была вторая линия обороны противника, построенная летом 1942 года. В течение дня, преодолевая упорное сопротивление противника советские войска дошли только до оврага.
Наступлению препятствовал огонь пулемёта из двухамбразурного дзота, расположенного на высоте. И. Г. Войлоков, являясь командиром пулемётного расчёта, вместе со вторым номером, рядовым Александром Даниловичем Строковым, скрытно подобрались ближе к дзоту, подкатили станковый пулемёт и начали огонь по амбразурам. Один из пулемётов противника прекратил огонь вследствие огня сержанта Войлокова, другой — после разрыва гранаты. Однако после того, как советские подразделения вновь поднялись в атаку, пулемёты снова заработали. Истратив боеприпасы, сержант Войлоков и рядовой Строков закрыли своими телами амбразуры пулемётов.
Из дивизионной газеты «Сталинская гвардия» от 20 января 1943 года: 

«Никогда не забудет Родина славные имена героев-гвардейцев сержанта Войлокова и рядового Строкова, отдавших свои жизни за свободу советского народа. Во время наступления на вражеский рубеж они ползком подобрались к фашистским дзотам и своими телами закрыли амбразуры. Их кровью захлебнулись пулеметы. Гвардейцы ворвались в расположение противника и стали беспощадно уничтожать немецких захватчиков, мстя за гибель товарищей…»— http://www.aifax.ru/c_18.html?news=6101
Ночью советские войска подтянули огневые средства, перевели через овраг танки и, продолжив наступление, к утру 14 января 1943 года освободили Довгалевку и Весёлый хутор, а к 8:00 освободили село Мастюгино. Было взято в плен более 500 чел., 300—350 солдат и офицеров противника погибли в бою.
Иную версию приводит доктор исторических наук, профессор Воронежского государственного агроуниверситета С. И. Филоненко:

«…чтобы вернее поразить расчет вражеского пулемета, находившегося в дзоте, протащили свой „максим“ через проволоку и с расстояния 5-7 метров дали несколько очередей в амбразуру. Расчет немецкого пулемета был перебит, но погиб и И. Г. Войлоков. А. Д. Строков продолжал воевать, был назначен 1-м номером. Командование 78-го гв. сп представило пулеметчика к званию Героя Советского Союза…»— http://www.aifax.ru/c_18.html?news=6101
Похоронен в братской могиле № 120 в селе Селявном Селявинского сельсовета Давыдовского района Воронежской области, ныне село  входит в состав Старохворостанского сельского поселения Лискинского района Воронежской области.
За подвиг награждён не был. В 1966 году в воронежской областной газете появилась статья «Двое закрыли амбразуру», после чего учителем вечерней школы посёлка Вербилки было проведено исследование, материалы которого были направлены в Президиум Верховного Совета СССР. 15 февраля 1968 года награждён посмертно орденом Отечественной войны I степени.

## Награды
- Орден Отечественной войны I степени, 15 февраля 1968 года
- Медаль «За отвагу», 12 августа 1942 года[2]

## Память

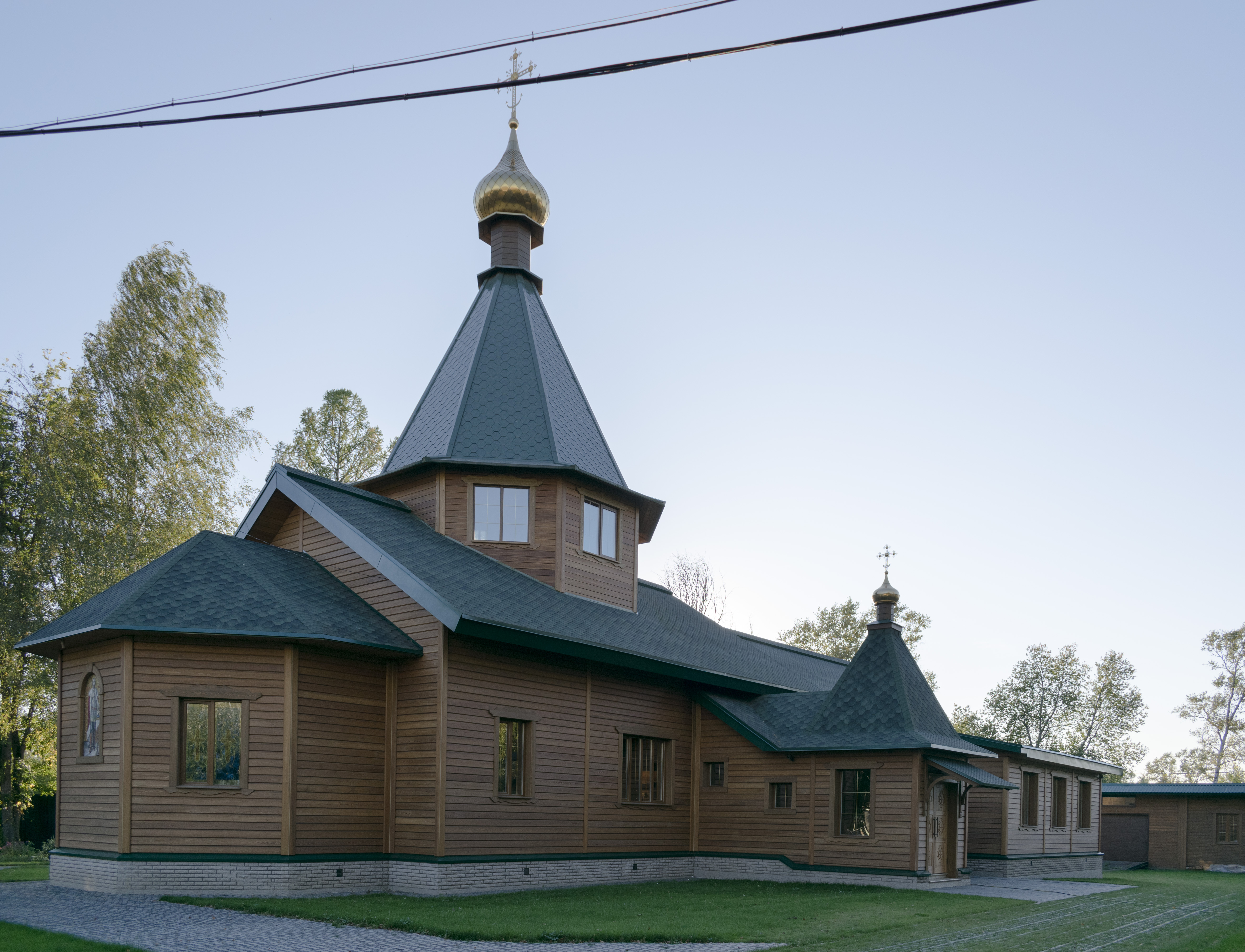
Вербилки, улица Войлокова, храм Александра Невского 1

- Именем гвардии сержанта Войлкова названа улица в посёлке Вербилки Московской области[3].
- Памятник Войлокову и Строкову на месте их последнего боя[4][5]. В мае 2017 года был открыт новый памятник[6].
- Памятник в с. Кличено Липецкой области, открыт 6 мая 2019 года[7].
- Мемориальная доска по адресу: пгт. Вербилки, ул. Войлкова, 1, открыта 24 октября 2017 года[8].
- Мемориальная доска в Муниципальном бюджетном общеобразовательном учреждении «Средняя школа с. Ламское» Становлянского района Липецкой области, открыта 3 октября 2018 года[9].

## Семья
Жена Евдокия Дмитриевна.